# Ensemble sans somme
En combinatoire additive et en théorie additive des nombres, un sous-ensemble {\displaystyle A} d'un groupe abélien noté additivement est un ensemble sans somme si la somme d'ensembles {\displaystyle A\oplus A=\{a+b\mid a,b\in A\}} est disjointe de {\displaystyle A}. De manière équivalente,  {\displaystyle A} est sans somme si l'équation {\displaystyle a+b=c} n'a pas de solution avec {\displaystyle a,b,c\in A}.
Par exemple, l'ensemble des entiers impairs est un sous-ensemble sans somme de l'ensemble des entiers ; de même, si n est un entier naturel pair, l'ensemble {n/2 + 1, … , n} est un sous-ensemble sans somme de {1, … , n}.
Concernant ces ensembles, on peut se poser la question suivante :
Quel est le nombre {\displaystyle a_{n}} de sous-ensembles sans somme de {1, … , n}, pour un entier n ?
{\displaystyle a_{n}} est trivialement {\displaystyle \geqslant n+1} puisque l'ensemble vide et les singletons sont sans somme.
Les premières valeurs en commençant à {\displaystyle n=1} sont :
2, 3, 6, 9, 16, 24, 42, 61, 108, 151, 253, 369, 607, 847, 1400, 1954,..., suite A007865 de l'OEIS.
Par exemple, {\displaystyle a(3)=6}, car hormis le vide et les singletons, seuls {\displaystyle \{1,3\}} et {\displaystyle \{2,3\}} sont sans somme.
Ben J. Green a montré que la réponse asymptotique est O(2n/2), comme suggéré dans la conjecture de Cameron-Erdős. 
Alexander Sapozhenko a montré plus précisément que le nombre est ∼ c0 2n/2 si n est pair, et ∼ c1 2n/2 si n est impair, où c0 et c1 sont des constantes.
D'autres questions ont été posées et examinées :
- Quel est le nombre de sous-ensembles sans somme dans un groupe abélien ?
- Quelle est la taille maximale d'un sous-ensemble sans somme  dans un groupe abélien ?